# 8744 Cilla
A 8744 Cilla (ideiglenes jelöléssel 1998 FE59) a Naprendszer kisbolygóövében található aszteroida. A LINEAR program keretében fedezték fel 1998. március 20-án.